# Dietfurt an der Altmühl
Dietfurt an der Altmühl je město v německé spolkové zemi Bavorsko, v zemském okrese Neumarkt in der Oberpfalz ve vládním obvodu Horní Falc. Žije zde přibližně 6 300 obyvatel.

## Geografie
Město leží přibližně 30 kilometrů severně od Ingolstadtu a 40 kilometrů západně od Řezna, v nadmořské výšce 364 metrů. Jeho stejnojmenné jádro a správní centrum leží naproti malému severnímu ohybu řeky Altmühl na severozápadním břehu údolí. Do Altmühlu se zde vlévá také řeka Weiße Laber, která teče severovýchodním směrem, a od jihozápadu protéká řeka Sulz  údolím Ottmaringer, které bylo přetvořeno na kanál Mohan-Dunaj. Město se nachází také v přírodním parku Altmühltal a je oblíbenou rekreační oblastí.

### Administrativní členění
Od roku 1972 město sestává ze 37 obcí, dvorů, far a samot.

### Sousední obce
| Růžice kompasu | Berching   | Breitenbrunn            |            | Růžice kompasu |
| Růžice kompasu | Beilngries | Sever                   | Hemau      | Růžice kompasu |
| Růžice kompasu | Beilngries | Dietfurt an der Altmühl | Hemau      | Růžice kompasu |
| Růžice kompasu | Beilngries | Jih                     | Hemau      | Růžice kompasu |
| Růžice kompasu |            | Altmannstein            | Riedenburg | Růžice kompasu |

## Historie
Nejstarší stopy osídlení oblasti pocházejí z období halštatské kultury a byly datovány radiokarbonovou metodou. Ves Dietfurt je poprvé písemně doložena v roce 1109, po vymření hrabat rodu Grögling-Hirschberg v roce 1305 obec přešla pod vládu Wittelsbachů a již v roce 1416 byla označena za město. Po smrti císaře Ludvíka IV. byla v letech 1353–1425 podřízena vévodství Straubing-Holland . 
Před rokem 1800 měl Dietfurt an der Altmühl samosprávu a patřil pod město Straubing Bavorského kurfiřtství. V Dietfurtu sídlil městský soud. Bavorský katastr z roku 1808 zaznamenal v oblasti města přes 200 malých i velmi malých nemovitostí. Ve 40. letech 19. století přinesl hospodářské oživení kanál Dunaj-Mohan.

## Doprava
Veřejnou dopravu zajišťují regionální autobusy. V letech 1909–1967 fungovala železniční stanice Dietfurt (Altmühl) na železniční trati Neumarkt–Dietfurt, byla definitivně zrušená.

## Památky a turistické cíle

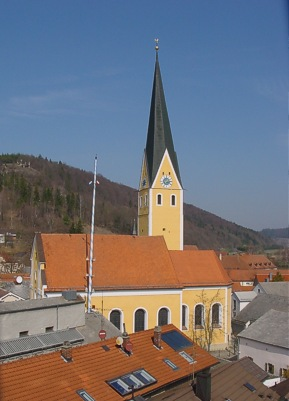
Farní kostel sv. Jiljí

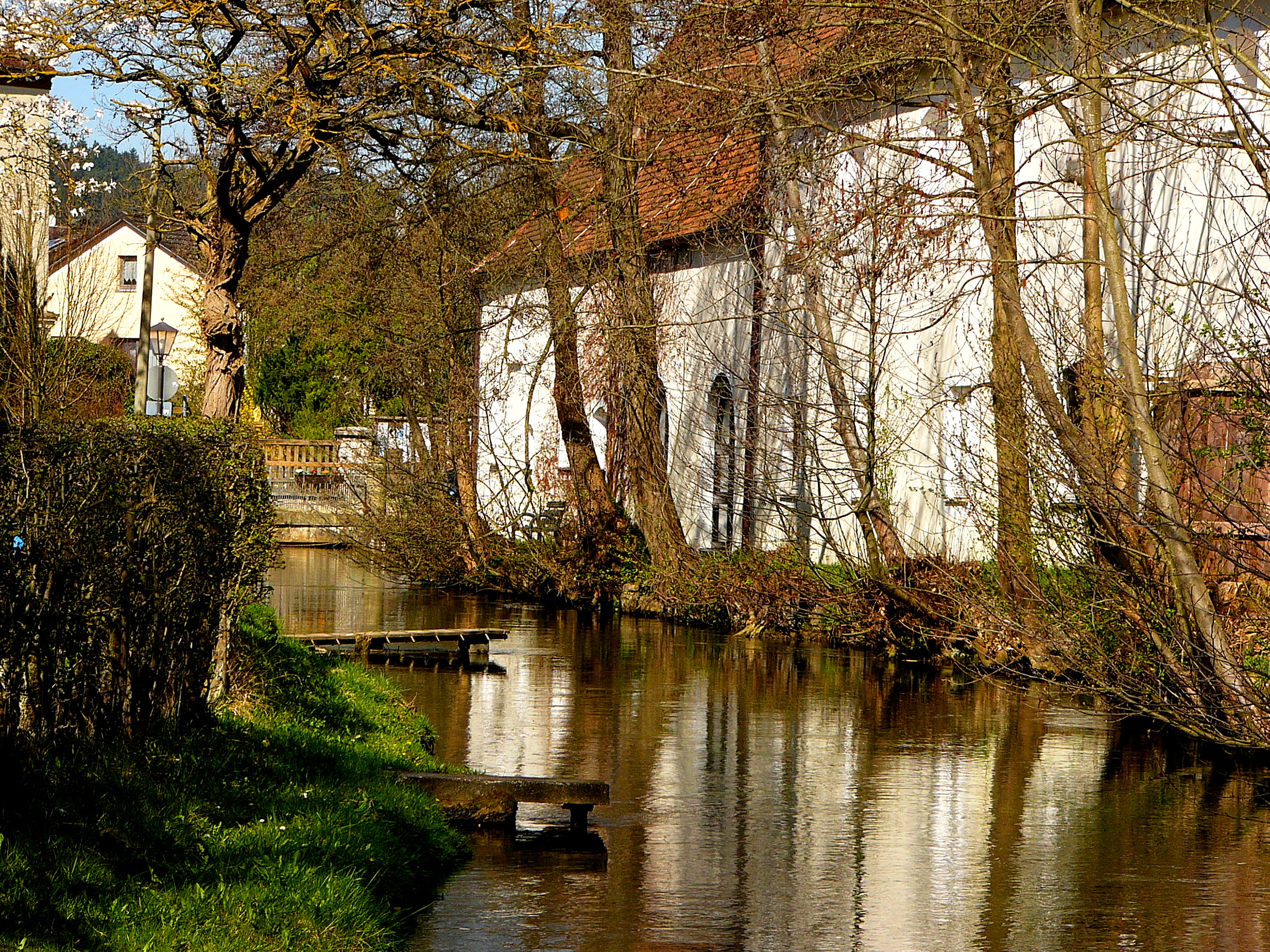
Řeka podél klášterní zdi františkánů

- Radnice - původem renesanční budova, přestavěná po roce 1950
- Farní kostel Panny Marie (Frauenkirche) – původem gotický, založen roku 1458, přestavěn v pozdně barokním slohu roku 1748, jeho osmiboká věž je dominatou města
- Farní kostel sv. Jiljí (St. Ägidiuskirche) byl založen ve středověku a obvodové zdivo s kamenným lomeným portálkem je zčásti gotické. Jednolodní plochostropá stavba je barokní, interiér má dvoupatrovou kruchtu s varhanami a tři oltáře. Nástěnné a nástropní malby jsou provedeny ve stylu lidového baroka. Na hlavním oltáři je barokní obraz sv. Jiljí jako poustevníka, mezi barokními sochami svatých Floriána, Willibalda, Valburgy a Vendelína. Pozdně barokní kazatelna má bohatou řezbářskou výzdobu se sochou sv. Jana Křtitele na stříšce. Sousoší Kalvárie je rovněž barokní. Pozdně gotická pieta má stříbrnou barokní korunu, z téže doby pochází socha Panny Marie Assumpty. Ve stěně je vsazený renesanční reliéf - epitaf z roku 1537.
- Bývalý klášter františkánů s kostelem sv. Jana, původně gotický, kostel s pozdně barokním interiérem, sarkofág prvomučedníka z římských katakomb.
- Hřbitovní kostel  – barokní
- Muzeum (Altmühltaler Mühlenmuseum) – regionální expozice ve starém mlýně

## Slavní rodáci
- Argula von Grumbach, rozená von Stauff (1492– cca 1554) – bavorská šlechtična, spisovatelka období reformace, přátelsky se stýkala s Lutherem i s Melanchthonem
- Richard Jiří Prachner (1705–1782) – pražský sochař a řezbář pozdního baroka a rokoka